# Seriolella violacea
La cojinoba palmera (Seriolella violacea), en algunos sitios llamada cojinoba, cojinoba del norte, palmera o piña lisa, es una especie de pez actinopeterigio marino, de la familia de los centrolófidos.

## Morfología
Cuerpo moderadamente profundo y comprimido con una longitud máxima normal de unos 35 cm, de color totalmente azul oscuro gris y flancos y vientre con reflejos plateados. Aleta dorsal con 7 a 8 espinas débiles y 25 a 28 radios blandos, con su origen por encima o ligeramente detrás de la inserción de las aletas pectorales; las aletas pectorales son tipo falcadas; la aleta anal con 18 a 20 radios blandos.

## Distribución y hábitat
Se distribuye por las costas del este del océano Pacífico, desde Chile hasta Colombia, incluidas las islas Galápagos y la isla de Malpelo. Son peces de agua marina subtropical. Se trata de una especie pelágica cercana a la costa que a veces es comensal con medusas. Se alimenta de zooplancton, peces óseos, crustáceos pelágicos y larvas de peces pelágicos.